# Izegem
Izegem este un oraș neerlandofon situat în provincia Flandra de Vest, regiunea Flandra din Belgia. La 1 ianuarie 2008 avea o populație totală de 26.781 locuitori. 

## Geografie
Comuna actuală Izegem a fost formată în urma unei reorganizări teritoriale în anul 1977, prin înglobarea într-o singură entitate a ??? comune învecinate. Suprafața totală a comunei este de 25,48 km². Comuna este subdivizată în secțiuni, ce corespund aproximativ cu fostele comune de dinainte de 1977. Acestea sunt:
| - I. Izegem - II. Kachtem - III. Emelgem |

Localitățile limitrofe sunt:
| - Comuna Ingelmunster: - a. Ingelmunster - Comuna Lendelede: - b. Lendelede - Comuna Ledegem: - c. Sint-Eloois-Winkel - Comuna Roeselare: - d. Rumbeke - e. Roeselare - Comuna Ardooie: - f. Ardooie - Comuna Meulebeke: - g. Meulebeke |

## Personalități născute aici
- Yves Lampaert (n. 1991), ciclist.

## Localități înfrățite
- Belgia: Hotton;
- Germania: Bad Zwischenahn;
- Franța: Bailleul;
- Cehia: Zlín.